# إذلال علني

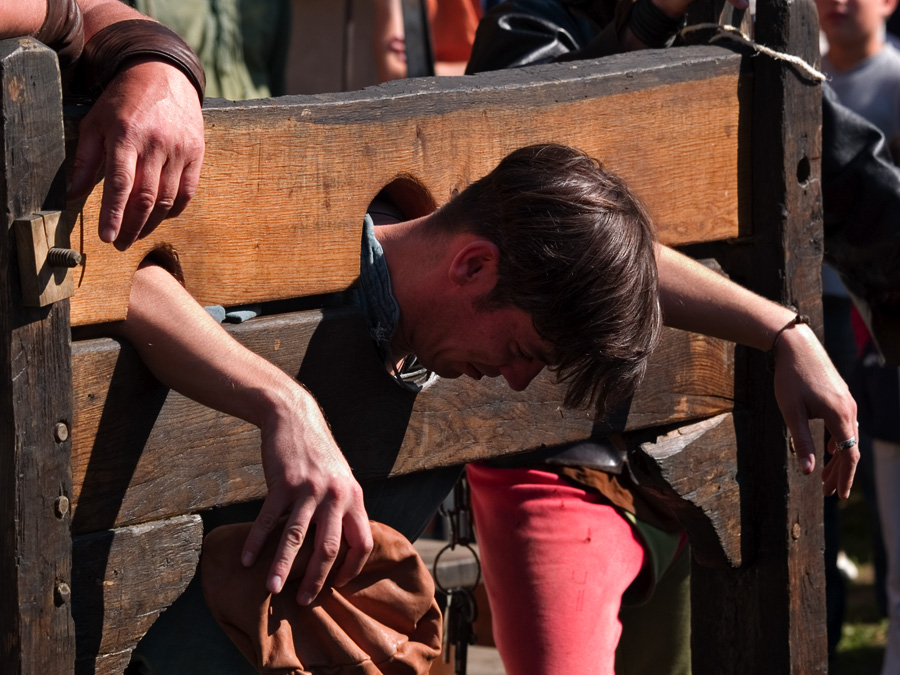
إذلال علني عن طريق آلة المشهرة.

الإذلال العلني هو عرض إهانة الشخص أمام عامة الناس، ودائماً ما يكون هذا الشخص جاني أو سجين، ويكون الإذلال العلني في الأماكن العامة أمام مرأى الناس، كان يستخدم هذا العقاب في قرونٍ سابقة، وفي الوقت الحديث، ما زالت بعض المدن والدول تعمل بهذا النظام، وللإذلال العلني عدة صوّر، منها أن يقوم بتجريد الجاني من ملابسه، أو إلباسه ملابس ذات لون وردي، أو تعليقه أمام المارة، أو رميّه بالمُخلفات.